# 波尔莱扎
波尔莱扎（義大利語：Porlezza），是意大利科莫省的一个市镇。总面积18平方公里，人口4583人，人口密度254.6人/平方公里（2009年）。ISTAT代码为013189。